# Oker
El río Oker es un río de la Baja Sajonia (Alemania). Nace en el Harz y tras 128 km de recorrido, desemboca en el Aller por su margen izquierda.